# Gilera Giubileo

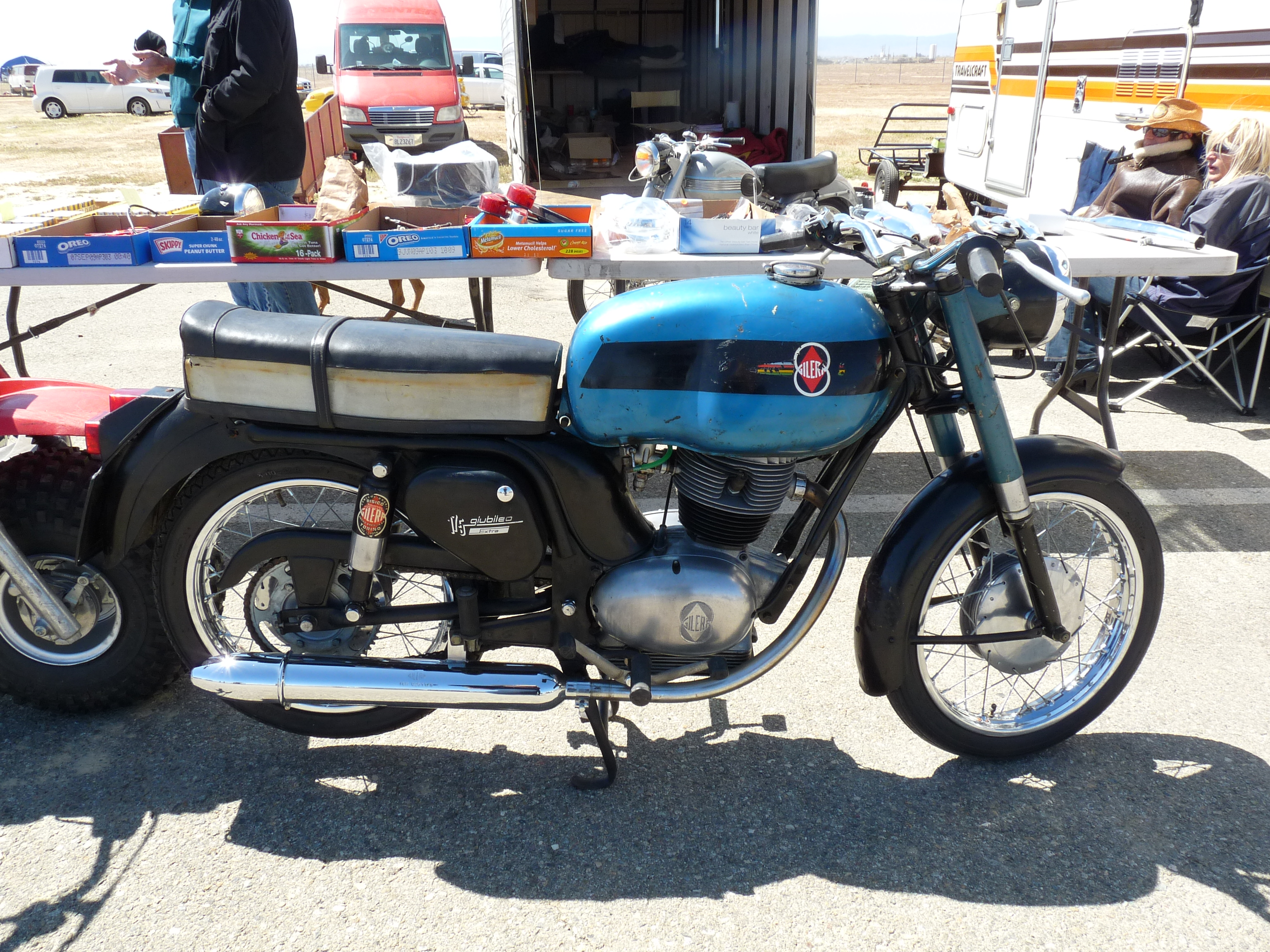
Giubileo 175

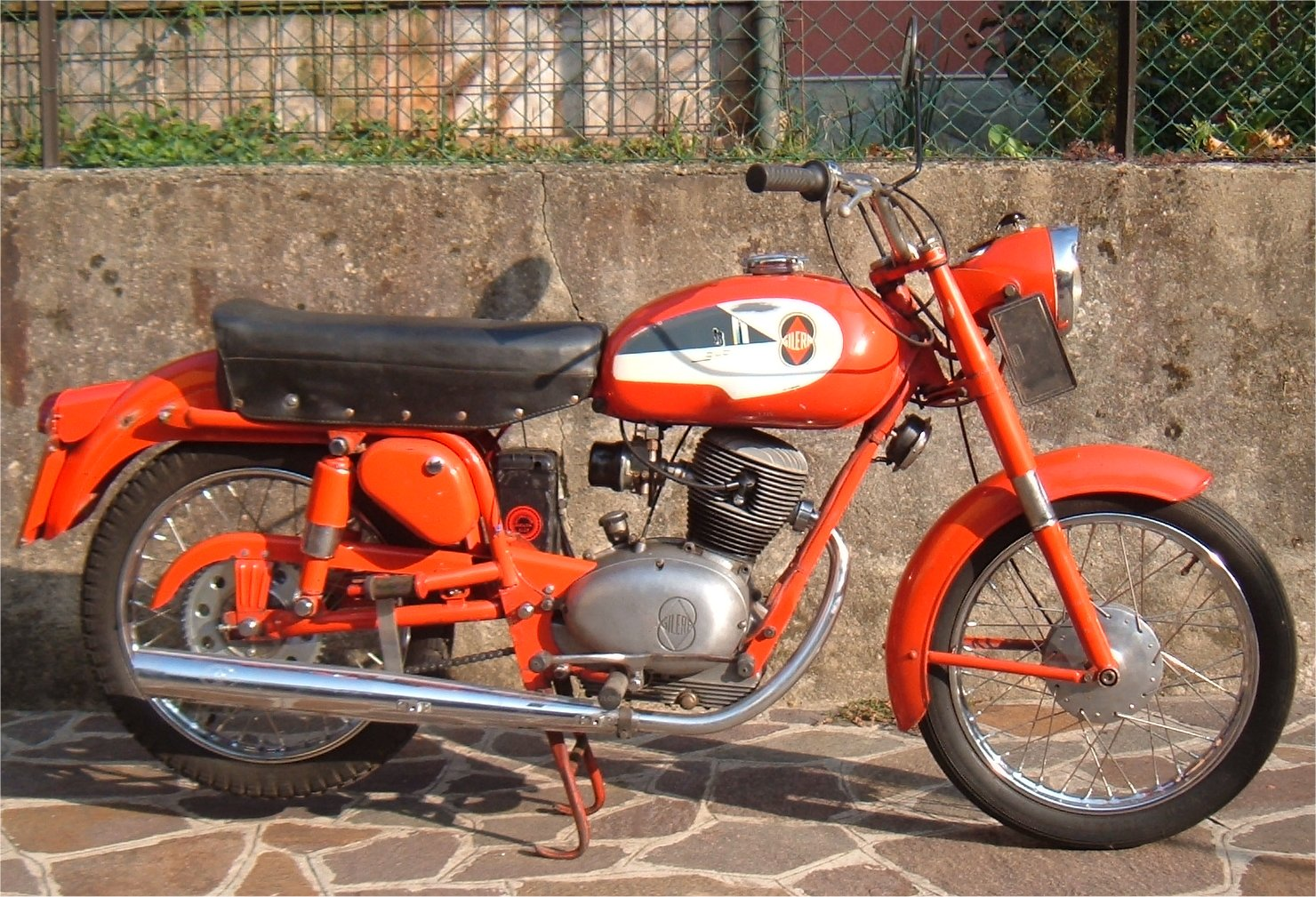
Giubileo 98 cc

Es una serie de motocicletas lanzada en 1959 por la casa Gilera para conmemorar los 50 años de la marca, de ahí el nombre Giubileo que significa Aniversario en italiano y venía a reemplazar a la exitosa serie 125-150-175 lanzada en 1949.
Presentando un motor completamente nuevo de menores dimensiones y peso con un bastidor más ágil y robusto que presentó innovaciones que solucionaban los principales problemas de la serie anterior como el nuevo embrague multidisco bañado en aceite, la nueva ubicación del árbol de levas y las varillas en el lateral del cilindro para reducir los problemas de calentamiento.
Se presentó en dos versiones de 98 y 124 cc, luego siguieron versiones de 150, 175 y 202 cc, esta serie fue muy bien recibida por el público prologando su fabricación hasta 1970 y con modificaciones y mejoras el diseño del motor sirvió de base para series posteriores.
Para 1966 se incorporaron las 5 velocidades.

## Especificaciones

### Giubileo 98
Modelo: Turismo Motor: 4 tiempos monocilíndrico, diámetro y carrera: mm 50x50 cm³: 98,2 Relación de compresión: 7,8:1, potencia y régimen: 5,8 CV a 7000 RPM, Cabeza y cilindro: en aleacción ligera Posición válvulas: en cabeza paralelas Mando válvulas: a astas y balancines Encendido: a ruptor- dínamo-batería 6V 32 W Carburador: Dellorto 18 Lubricación: con aceite en el cárter Embrague: a discos múltiples a baño de aceite Cambio: en bloque de 4 relaciones, mando a pedal Transmisión: primaria a engranajes, secundaria en cadena, Distancia entre ejes 1250 mm; bastidor: cuna simple abierta Suspensiones ant.: horquilla telescópica Suspensiones post.: Brazo oscilante con amortiguadores hidráulicos Ruedas: a rayos de acero de 17" Neumáticos: ant. 17" x 2.50, post. 17" x 2.75 frenos: ant. a tambor central, post. a tambor lateral.
Velocidad máxima: 80 km/h
Consumo: 2,5 l cada 100 km 

### Giubileo 124
Motor: 4 tiempos monocilíndrico Diámetro y carrera: 56x50 cm³: 123,2 con válvulas en cabeza paralelas mandado a astas y balancines Relación de compresión: 10:1 potencia y régimen: 10 CV a 7500 RPM, Cabeza y cilindro: Aleación ligera, Carburador: Dellorto UB 20 BS - Dellorto UB 22 BS Encendido: a dínamo - batería - ruptor 6V 32W
Velocidad máxima: 100 km/h
Consumo: 3 l cada 100 km

### Giubileo 175
Motor: 4 tiempos monocilíndrico Diámetro y carrera: 60x61 cm³: 173 con válvulas en cabeza paralelas mandado a astas y balancines Relación de compresión: 7,5:1 potencia y régimen: 12 CV a 7000 RPM, Cabeza y cilindro: Aleación ligera, Carburador: Dellorto UB 22 BS, Encendido: a dínamo - batería - ruptor 6V 45W

### Giubileo 202
Motor: 4 tiempos monocilíndrico Diámetro y carrera: 66x61 cm³: 202 con válvulas en cabeza paralelas mandado a astas y balancines Relación de compresión: 7,5:1 potencia y régimen: 14 CV a 7000 RPM, Cabeza y cilindro: Aleación ligera, Carburador: Dellorto UB 22 BS Encendido: a dínamo - batería - ruptor 6V 45W
Velocidad máxima: 116 km/h
Consumo: 3,3 l cada 100 km

## Giubileo en Argentina
Radicada desde 1953 en Argentina, primero ensamblando modelos importados de Italia y desde 1957 fabricando completamente las motocicletas con insumos locales Gilera estrena en 1962 una nueva planta en Carlos Spegazzini, prov. de Buenos Aires con más 145 000 m² de ellos 14 000 cubiertos y contando en su apogeo con más de 600 operarios, al año siguiente lanza al mercado la Giubileo 175 similar a la italiana, después aparecerían distintas versiones como "Extra", "Gran Turismo", "Macho", "Spring Country" etc.
En sus distintas versiones incluyó cilindradas de 175, 185, 202 y 215 cc y sin sufrir modificaciones mecánicas importantes se fabricó hasta 1982.
- Datos: Q30349000
- Multimedia: Gilera Giubileo / Q30349000